# Grand Prix Formule 1 van Abu Dhabi 2024
De Grand Prix Formule 1 van Abu Dhabi 2024 werd verreden op 8 december op het Yas Marina Circuit op het eiland Yas. Het was de vierentwintigste en laatste race van het seizoen.

Jack Doohan reed zijn eerste Formule 1-race in Abu Dhabi waar Esteban Ocon per direct voor hem plaats moest maken.

## Vrije trainingen

### Uitslagen
- Enkel de top vijf wordt weergegeven.

| Vrije training 1 | Pos. | Nr. | Coureur          | Constructeur               | Tijd     |
| ---------------- | ---- | --- | ---------------- | -------------------------- | -------- |
| Vrije training 1 | 1    | 16  | Charles Leclerc  | Ferrari                    | 1:24.321 |
| Vrije training 1 | 2    | 4   | Lando Norris     | McLaren-Mercedes           | 1:24.542 |
| Vrije training 1 | 3    | 44  | Lewis Hamilton   | Mercedes                   | 1:24.806 |
| Vrije training 1 | 4    | 63  | George Russell   | Mercedes                   | 1:25.165 |
| Vrije training 1 | 5    | 10  | Pierre Gasly     | Alpine-Renault             | 1:25.333 |
| Vrije training 2 | Pos. | Nr. | Coureur          | Constructeur               | Tijd     |
| Vrije training 2 | 1    | 4   | Lando Norris     | McLaren-Mercedes           | 1:23.517 |
| Vrije training 2 | 2    | 81  | Oscar Piastri    | McLaren-Mercedes           | 1:23.751 |
| Vrije training 2 | 3    | 27  | Nico Hülkenberg  | Haas-Ferrari               | 1:23.979 |
| Vrije training 2 | 4    | 55  | Carlos Sainz jr. | Ferrari                    | 1:24.099 |
| Vrije training 2 | 5    | 44  | Lewis Hamilton   | Mercedes                   | 1:24.119 |
| Vrije training 3 | Pos. | Nr. | Coureur          | Constructeur               | Tijd     |
| Vrije training 3 | 1    | 81  | Oscar Piastri    | McLaren-Mercedes           | 1:23.433 |
| Vrije training 3 | 2    | 4   | Lando Norris     | McLaren-Mercedes           | 1:23.626 |
| Vrije training 3 | 3    | 44  | Lewis Hamilton   | Mercedes                   | 1:23.823 |
| Vrije training 3 | 4    | 1   | Max Verstappen   | Red Bull Racing-Honda RBPT | 1:23.844 |
| Vrije training 3 | 5    | 55  | Carlos Sainz jr. | Ferrari                    | 1:23.871 |

Testcoureurs in vrije training 1:

 Felipe Drugovich (Aston Martin Aramco-Mercedes) reed in plaats van Lance Stroll. Hij reed een tijd van 1:25.471 en werd daarmee negende.

 Ryō Hirakawa (McLaren-Mercedes) reed in plaats van Oscar Piastri. Hij reed een tijd van 1:25.874 en werd daarmee veertiende.

 Isack Hadjar (Red Bull Racing-Honda RBPT) reed in plaats van Max Verstappen. Hij reed een tijd van 1:25.877 en werd daarmee vijftiende.

 Ayumu Iwasa (RB-Honda RBPT) reed in plaats van Yuki Tsunoda. Hij reed een tijd van 1:26.121 en werd daarmee zeventiende.

 Arthur Leclerc (Ferrari), de jongere broer van Charles Leclerc, reed in plaats van Carlos Sainz jr.. Hij reed een tijd van 1:26.179 en werd daarmee achttiende.

 Luke Browning (Williams) reed in plaats van Alexander Albon. Hij reed een tijd van 1:26.519 en werd daarmee twintigste.

## Kwalificatie
Lando Norris behaalde de negende pole position in zijn carrière.
| Pos.                   | Nr. | Coureur          | Constructeur               | Kwalificatietijden | Kwalificatietijden | Kwalificatietijden | Grid  |
| Pos.                   | Nr. | Coureur          | Constructeur               | Q1                 | Q2                 | Q3                 | Grid  |
| ---------------------- | --- | ---------------- | -------------------------- | ------------------ | ------------------ | ------------------ | ----- |
| 1                      | 4   | Lando Norris     | McLaren-Mercedes           | 1:23.682           | 1:23.098           | 1:22.595           | 1     |
| 2                      | 81  | Oscar Piastri    | McLaren-Mercedes           | 1:23.640           | 1:23.199           | 1:22.804           | 2     |
| 3                      | 55  | Carlos Sainz jr. | Ferrari                    | 1:23.487           | 1:22.985           | 1:22.824           | 3     |
| 4                      | 27  | Nico Hülkenberg  | Haas-Ferrari               | 1:23.722           | 1:23.040           | 1:22.886           | 7 *1  |
| 5                      | 1   | Max Verstappen   | Red Bull Racing-Honda RBPT | 1:23.516           | 1:22.998           | 1:22.945           | 4     |
| 6                      | 10  | Pierre Gasly     | Alpine-Renault             | 1:23.548           | 1:23.086           | 1:22.984           | 5     |
| 7                      | 63  | George Russell   | Mercedes                   | 1:23.678           | 1:23.283           | 1:23.132           | 6     |
| 8                      | 14  | Fernando Alonso  | Aston Martin-Mercedes      | 1:23.794           | 1:23.268           | 1:23.196           | 8     |
| 9                      | 77  | Valtteri Bottas  | Kick Sauber-Ferrari        | 1:23.481           | 1:23.341           | 1:23.204           | 9     |
| 10                     | 11  | Sergio Pérez     | Red Bull Racing-Honda RBPT | 1:23.559           | 1:23.379           | 1:23.264           | 10    |
| 11                     | 22  | Yuki Tsunoda     | RB-Honda RBPT              | 1:23.735           | 1:23.419           |                    | 11    |
| 12                     | 30  | Liam Lawson      | RB-Honda RBPT              | 1:23.733           | 1:23.472           |                    | 12    |
| 13                     | 18  | Lance Stroll     | Aston Martin-Mercedes      | 1:23.729           | 1:23.784           |                    | 13    |
| 14                     | 16  | Charles Leclerc  | Ferrari                    | 1:23.302           | 1:23.833           |                    | 19 *2 |
| 15                     | 20  | Kevin Magnussen  | Haas-Ferrari               | 1:23.632           | 1:23.877           |                    | 14    |
| 16                     | 23  | Alexander Albon  | Williams-Mercedes          | 1:23.821           |                    |                    | 18 *3 |
| 17                     | 24  | Zhou Guanyu      | Kick Sauber-Ferrari        | 1:23.880           |                    |                    | 15    |
| 18                     | 44  | Lewis Hamilton   | Mercedes                   | 1:23.887           |                    |                    | 16    |
| 19                     | 43  | Franco Colapinto | Williams-Mercedes          | 1:23.912           |                    |                    | 20 *3 |
| 20                     | 61  | Jack Doohan      | Alpine-Renault             | 1:24.105           |                    |                    | 17    |
| Q1 107% tijd: 1:29.133 |     |                  |                            |                    |                    |                    |       |
| Bron: formula1.com     |     |                  |                            |                    |                    |                    |       |

*1 Nico Hülkenberg kreeg een gridstraf van drie plaatsen voor het inhalen van twee wagens in de tunnel bij het uitrijden van de pit.

*2 Charles Leclerc kreeg een gridstraf van tien plaatsen voor het vervangen van een derde batterij, de zogenaamde energy store, dit seizoen.

*3 Alexander Albon en Franco Colapinto kregen beide een gridstraf van vijf plaatsen voor het vervangen van de versnellingsbak.

## Wedstrijd
Lando Norris behaalde de vierde Grand Prix-overwinning in zijn carrière.
| Pos.               | Nr. | Coureur          | Constructeur               | Rondes | Tijd / Oorzaak Uitval | Grid | Punten |
| ------------------ | --- | ---------------- | -------------------------- | ------ | --------------------- | ---- | ------ |
| 1                  | 4   | Lando Norris     | McLaren-Mercedes           | 58     | 1:26:33.291           | 1    | 25     |
| 2                  | 55  | Carlos Sainz jr. | Ferrari                    | 58     | +5.832                | 3    | 18     |
| 3                  | 16  | Charles Leclerc  | Ferrari                    | 58     | +31.928               | 19   | 15     |
| 4                  | 44  | Lewis Hamilton   | Mercedes                   | 58     | +36.483               | 16   | 12     |
| 5                  | 63  | George Russell   | Mercedes                   | 58     | +37.538               | 6    | 10     |
| 6                  | 1   | Max Verstappen   | Red Bull Racing-Honda RBPT | 58     | +49.847               | 4    | 8      |
| 7                  | 10  | Pierre Gasly     | Alpine-Renault             | 58     | +1:12.560             | 5    | 6      |
| 8                  | 27  | Nico Hülkenberg  | Haas-Ferrari               | 58     | +1:15.554             | 7    | 4      |
| 9                  | 14  | Fernando Alonso  | Aston Martin-Mercedes      | 58     | +1:22.373             | 8    | 2      |
| 10                 | 81  | Oscar Piastri    | McLaren-Mercedes           | 58     | +1:23.821             | 2    | 1      |
| 11                 | 23  | Alexander Albon  | Williams-Mercedes          | 57     | +1 ronde              | 18   |        |
| 12                 | 22  | Yuki Tsunoda     | RB-Honda RBPT              | 57     | +1 ronde              | 11   |        |
| 13                 | 24  | Zhou Guanyu      | Kick Sauber-Ferrari        | 57     | +1 ronde              | 15   |        |
| 14                 | 18  | Lance Stroll     | Aston Martin-Mercedes      | 57     | +1 ronde *1           | 13   |        |
| 15                 | 61  | Jack Doohan      | Alpine-Renault             | 57     | +1 ronde              | 17   |        |
| 16                 | 20  | Kevin Magnussen  | Haas-Ferrari               | 57     | +1 ronde              | 14   | S      |
| 17†                | 30  | Liam Lawson      | RB-Honda RBPT              | 55     | Motor                 | 12   |        |
| DNF                | 77  | Valtteri Bottas  | Kick Sauber-Ferrari        | 30     | Botsingschade         | 9    |        |
| DNF                | 43  | Franco Colapinto | Williams-Mercedes          | 26     | Motor                 | 20   |        |
| DNF                | 11  | Sergio Pérez     | Red Bull Racing-Honda RBPT | 0      | Versnellingsbak       | 10   |        |
| Bron: formula1.com |     |                  |                            |        |                       |      |        |

S Kevin Magnussen reed voor de derde keer in zijn carrière een snelste ronde maar behaalde hiermee geen extra punt omdat hij niet bij de eerste tien eindigde.

† Uitgevallen maar wel geklasseerd omdat er meer dan 90% van de race-afstand werd afgelegd.

*1 Lance Stroll eindigde de race als twaalfde maar kreeg een tijdstraf van 5 seconden voor het meerdere malen buiten de baan rijden.

## Eindstanden wereldkampioenschap
Betreft de complete eindstand van het wereldkampioenschap na afloop van de laatste race in 2024.

### Coureurs
| Pos. | Nr.   | Coureur          | Constructeur               | Punten |
| ---- | ----- | ---------------- | -------------------------- | ------ |
| 1    | 1     | Max Verstappen   | Red Bull Racing-Honda RBPT | 437    |
| 2    | 4     | Lando Norris     | McLaren-Mercedes           | 374    |
| 3    | 16    | Charles Leclerc  | Ferrari                    | 356    |
| 4    | 81    | Oscar Piastri    | McLaren-Mercedes           | 292    |
| 5    | 55    | Carlos Sainz jr. | Ferrari                    | 290    |
| 6    | 63    | George Russell   | Mercedes                   | 245    |
| 7    | 44    | Lewis Hamilton   | Mercedes                   | 223    |
| 8    | 11    | Sergio Pérez     | Red Bull Racing-Honda RBPT | 152    |
| 9    | 14    | Fernando Alonso  | Aston Martin-Mercedes      | 70     |
| 10   | 10    | Pierre Gasly     | Alpine-Renault             | 42     |
| 11   | 27    | Nico Hülkenberg  | Haas-Ferrari               | 41     |
| 12   | 22    | Yuki Tsunoda     | RB-Honda RBPT              | 30     |
| 13   | 18    | Lance Stroll     | Aston Martin-Mercedes      | 24     |
| 14   | 31    | Esteban Ocon     | Alpine-Renault             | 23     |
| 15   | 20    | Kevin Magnussen  | Haas-Ferrari               | 16     |
| 16   | 23    | Alexander Albon  | Williams-Mercedes          | 12     |
| 17   | 3     | Daniel Ricciardo | RB-Honda RBPT              | 12     |
| 18   | 38/50 | Oliver Bearman   | Ferrari/Haas-Ferrari       | 7      |
| 19   | 43    | Franco Colapinto | Williams-Mercedes          | 5      |
| 20   | 24    | Zhou Guanyu      | Kick Sauber-Ferrari        | 4      |
| 21   | 30    | Liam Lawson      | RB-Honda RBPT              | 4      |
| 22   | 77    | Valtteri Bottas  | Kick Sauber-Ferrari        | 0      |
| 23   | 2     | Logan Sargeant   | Williams-Mercedes          | 0      |
| 24   | 61    | Jack Doohan      | Alpine-Renault             | 0      |

### Constructeurs
| Pos. | Constructeur               | Punten |
| ---- | -------------------------- | ------ |
| 1    | McLaren-Mercedes           | 666    |
| 2    | Ferrari                    | 652    |
| 3    | Red Bull Racing-Honda RBPT | 589    |
| 4    | Mercedes                   | 468    |
| 5    | Aston Martin-Mercedes      | 94     |
| 6    | Alpine-Renault             | 65     |
| 7    | Haas-Ferrari               | 58     |
| 8    | RB-Honda RBPT              | 46     |
| 9    | Williams-Mercedes          | 17     |
| 10   | Kick Sauber-Ferrari        | 4      |